# HNLMS Jacob van Heemskerck (1906)
Pour les autres navires du même nom, voir HNLMS Jacob van Heemskerck.
Le HNLMS Jacob van Heemskerck (Pays-Bas : Hr.Ms. Jacob van Heemskerck) était un croiseur cuirassé de 2e classe construit au début des années 1900 pour la Marine royale néerlandaise (Koninklijke Marine). 
Il a servi comme navire de défense côtière jusqu'en 1940.

Capturé par la Kriegsmarine, il a servi de navire batterie anti-aérienne. Il est récupéré par les Pays-Bas après la guerre et reconverti en navire-caserne jusqu'en 1974.

## Conception
Le navire mesurait 98 mètres de long, avait un maître-bau (largeur) de 15,19 mètres, un tirant d'eau de 5,69 mètres et un déplacement de 4 920 tonnes. Le navire était équipé de deux moteurs alternatifs à arbre, d'une puissance de 6 400 ch (4 800 kW) et d'une vitesse maximale de 16,5 nœuds (30,6 km/h). Le navire avait un blindage de ceinture de 15 cm, un blindage de barbette de 20 cm et un blindage de tourelle de 10,2 cm. Deux canons à tourelle simple de 24 cm (9,4 pouces) constituaient l'armement principal du navire, et ceux-ci étaient complétés par six canons simples de 15 cm (5,9 pouces) et six canons simples de 7,5 cm (3 pouces). Le navire avait un effectif de 340 hommes.

## Service

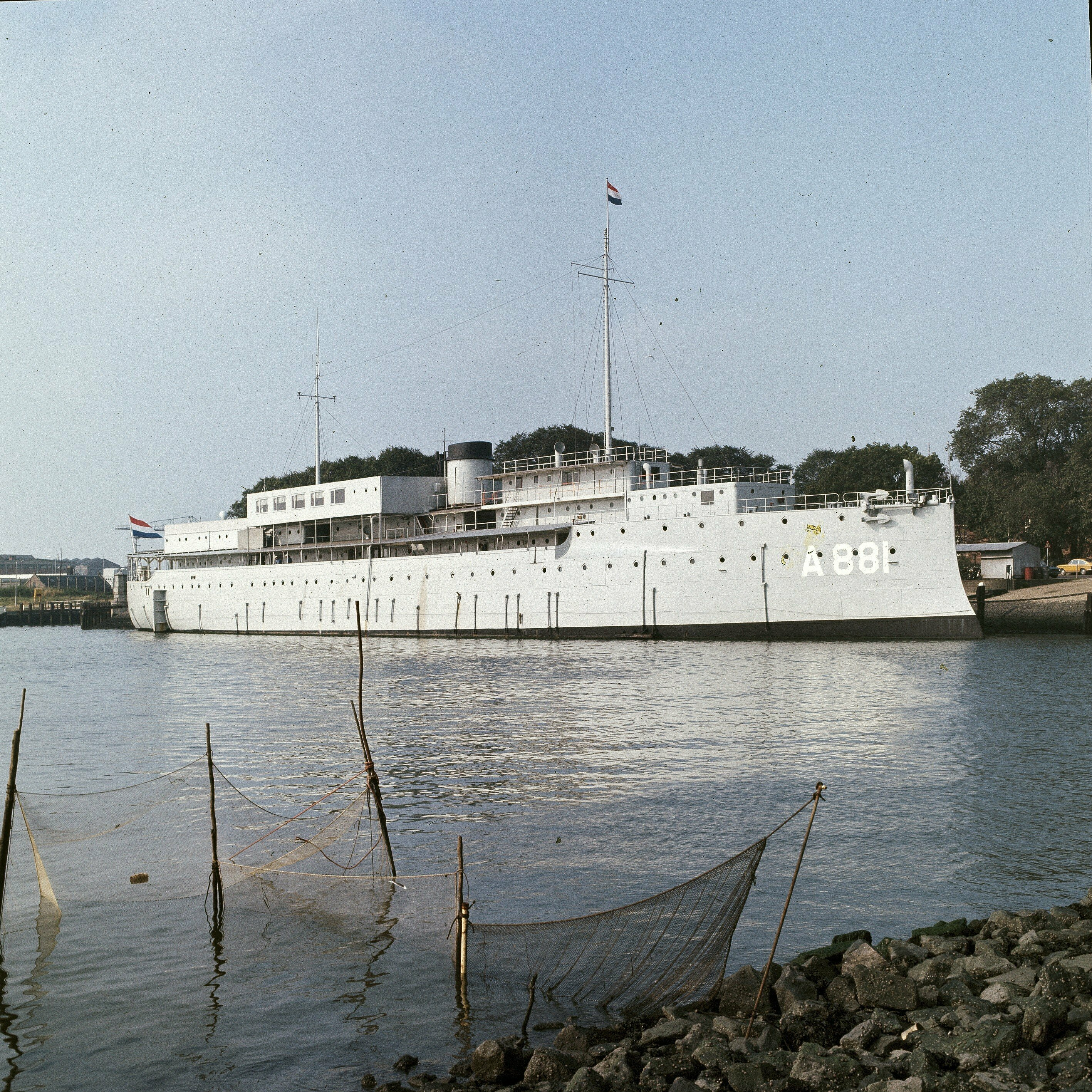
Navire d'hébergement Neptunus après la guerre.

Le croiseur a été lancé le 22 septembre 1906 du chantier Rijkswerf d'Amsterdam. En 1908, il part, avec les croiseurs HNLMS Friesland et HNLMS Gelderland, en patrouille sur la côte du Venezuela durant la seconde crise Castro.
Le 16 mai 1910, le navire a quitté le port de IJmuiden pour transporter le Prince Henry de Hollande à Sheerness  à l'enterrement de Édouard VII du Royaume-Uni qui a eu lieu le 20 mai. Au cours de ce voyage, il a été escorté par cinq torpilleurs britanniques.  
Plus tard cette même année, le roi Albert Ier de Belgique et son épouse ont fait une visite d'État aux Pays-Bas. Au cours de celle-ci, ils ont visité l'IJ à Amsterdam où le HNLMS Jacob Heemskerck avec les Friesland, Piet Hein, Evertsen  et d'autres navires de guerre néerlandais étaient présents et ont tiré des coups de canon, en guise de salut. 
Le 24 juillet 1911 le navire a quitté le port de Den Helder pour la revue de la flotte lors du couronnement du roi George V du Royaume-Uni à Spithead le 27 juin. 
Le 17 mai 1917, le navire, avec le lougre Zorg en Vlijt, ont ramassé l'équipage des lougres Mercurius et Jacoba qui avaient été touchés par un sous-marin allemand de 50 milles marins au large de la côte de IJmuiden. 
Après une carrière active, le navire est transformé en batterie stationnaire où il prend son service à IJmuiden en avril 1939. Lors de l'invasion allemande durant la Seconde Guerre mondiale le navire est sabordé par son équipage le 14 mai 1940 afin d'éviter sa capture par les forces allemandes. 

Il est renfloué par la Kriegsmarine puis transporté à Amsterdam puis à Kiel en mars 1941. Il est transformé en batterie anti-aérienne et rebaptisé Undine.
Après la guerre il est récupéré et réparé au chantier naval Rijkswerf d'Amsterdam. Renommé Neptunus il reprend du service comme casernement jusqu'au 13 septembre 1974. Il est démoli la même année.

## Note et référence
- (en) Cet article est partiellement ou en totalité issu de l’article de Wikipédia en anglais intitulé « HNLMS Jacob van Heemskerck (1906) » (voir la liste des auteurs).